# Уоддл, Крис
Кри́стофер Ро́ланд Уо́ддл (англ. Christopher Roland Waddle, род. 14 декабря 1960 года, Феллинг, Тайн-энд-Уир, Англия) — английский футболист, крайний полузащитник сборной Англии 1980-х — начала 1990-х гг. Лучший футболист чемпионата Англии 1992/93 по версии Ассоциации футбольных журналистов. Трёхкратный чемпион Франции в составе «Олимпик Марселя».
В настоящее время[уточнить] работает комментатором английской Премьер-лиги на спортивном канале ESPN. Ведёт свою колонку в газете The Sun и появляется в качестве ведущего на радиостанции BBC Radio Five Live.

## Игровой стиль и поведение на поле
Игровая позиция Уоддла вызывает определённые споры. Кто-то называет его нападающим, кто-то плеймейкером, кто-то крайним полузащитником. В разные периоды карьеры Уоддл выступал на несколько различных позициях. Наиболее ярко проявил себя как фланговый атакующий полузащитник (вингер). Схожее амплуа долгие годы имел Райан Гиггз. При этом, будучи правшой и одновременно отлично владея левой ногой, Уоддл обычно играл на правом фланге, что создавало соперникам дополнительные трудности. Сам Уоддл говорил: «В молодости я каждый день отрабатывал удары с левой ноги по 20 минут. Всего-то 20 минут в день — и вы не будете задумываться о том, под какую ногу лучше подрабатывать мяч».
Крис отличался необычным дриблингом, основанном на ложных движениях корпусом, резкой смене направления движения и внезапных остановках с мячом. Высокий рост (188 см) и длинный шаг позволяли ему контролировать мяч даже на определённом расстоянии от себя. Уоддл также запомнился мощными ударами со штрафных (с дистанции 20-25 метров), при этом в сборной Англии ему практически не доверяли их бить. Хорошо Крис владел и обводящими ударами, причём как с левой, так и с правой ноги. Как фланговый полузащитник Крис был мастером прострелов и навесов, с которых было забито немало мячей его партнёрами. Журналисты называют его одним «из самых умных и тонких полузащитников в истории английской сборной».
Крис полюбился болельщикам всех клубов, в которых выступал, своим неординарным поведением на поле. Он всегда был готов скорчить забавную гримасу, подшутить как над партнёрами, так и над собой. Одним из его известных жестов стало изображение с помощи двух рук над головой ушей зайца. При этом Уоддл был джентльменом на поле, он практически не получал жёлтых карточек за грубость. Крис отличался и отличается неординарным взглядом на принципы футбола, он всегда ставит во главу угла зрелищность, что и ценится многими болельщиками.

## Биография

### Выступления за клубы

#### «Ньюкасл Юнайтед»
До того, как летом 1980 года подписать контракт с «Ньюкасл Юнайтед», Уоддл был на просмотре в «Сандерленде» и «Ковентри Сити», но не подошёл этим клубам. До подписания своего первого профессионального контракта с «Ньюкаслом» работал на фабрике по производству сосисок и пирогов с мясом.
В «Ньюкасле» Уоддл довольно быстро стал одним из лидеров, играя вместе с такими известными футболистами как Кевин Киган и Питер Бирдсли. В 1984 году «Ньюкасл» вышел в первый дивизион чемпионата Англии, а Уоддл забил за сезон 18 мячей в 42 играх. В марте 1985 года 24-летний полузащитник дебютировал в национальной сборной в матче с командой Ирландии.

#### «Тоттенхэм Хотспур»
В июле 1985 года Уоддл за 590 тыс. фунтов стерлингов перешёл в лондонский клуб «Тоттенхэм Хотспур». Определённую роль в переходе Уоддла сыграл их полузащитник Гленн Ходдл. В 1987 году «Тоттенхэм» с Уоддлом добрался до финала Кубка Англии, где уступил «Ковентри Сити» со счётом 2:3 в дополнительное время, хотя лондонцы дважды вели в счёте. В чемпионате Англии «Тоттенхэм» финишировал на третьем месте. За четыре сезона в «Тоттенхэме» Уоддл стал одним из любимцев публики, составляя с Ходдлом и Осси Ардилесом ударную среднюю линию «шпор». В различных символических сборных лондонцев всех времён Уоддл занимает место правого полузащитника.

#### «Олимпик Марсель»
В июле 1989 года 28-летний Уоддл за 4,5 млн фунтов стерлингов (третья на тот момент сумма трансфера в истории мирового футбола) перешёл во французский «Олимпик» Марсель. В звёздном французском клубе Уоддл сразу стал одним из лидеров наряду с Жаном-Пьером Папеном, Абеди Пеле, Карлосом Мозером, Базилем Боли. Трижды подряд (1990, 1991 и 1992) «Олимпик» выигрывал чемпионат Франции, а в 1991 году в финале Кубка европейских чемпионов проиграл по пенальти югославской «Црвене Звезде». Уоддл провёл на поле все 120 минут, в серии пенальти не бил.
В Марселе Уоддл получил прозвище «Волшебный Крис» (англ. Magic Chris). В 1998 году в честь 100-летия клуба среди болельщиков «Олимпика» был проведён опрос с целью определения лучшего игрока клуба всех времён. Уоддл занял в опросе второе место вслед за Жаном-Пьером Папеном, несмотря на то, что провёл в клубе всего три сезона. Уоддл покинул «Олимпик» после сезона 1991/92, а на следующий год марсельцы выиграли Кубок чемпионов.
Большими поклонниками игры Уоддла в «Олимпике» были Зинедин Зидан и Тьерри Анри, которые в те годы были еще детьми. Тьерри вспоминал, как он с отцом ездил из Парижа в Марсель посмотреть на игру Уоддла — «Он мог легко обыграть соперника даже без мяча».

#### «Шеффилд Уэнсдей»
Летом 1992 года Уоддл за 1,25 млн фунтов стерлингов перешёл в английский «Шеффилд Уэнсдей». В первом же сезоне клуб дошёл до финалов Кубка Англии и Кубка английской лиги, но оба раза уступил лондонскому «Арсеналу». В финале Кубка Англии Уоддл забил единственный гол «Шеффилда» в переигровке, но «Арсенал» вырвал победу в дополнительное время со счётом 2:1 благодаря мячу защитника Энди Линигана. Эти финалы остаются последними на данный момент для «Шеффилд Уэнсдей» в этих турнирах. В Премьер-лиге «Шеффилд» занял 7-е место, а 32-летний Уоддл был признан лучшим игроком сезона по версии Ассоциации футбольных журналистов. В чемпионате Англии Уоддл забил в том сезоне всего 1 мяч в 32 играх.

#### После «Шеффилда»
Уоддл выступал за «Шеффилд Уэнсдей» до 1996 года, после чего перешёл в шотландский «Фалкирк», однако играл там всего месяц. Затем за два года сменил 4 клуба — «Брэдфорд Сити», «Сандерленд», «Бернли», «Торки Юнайтед». В «Бернли» Уоддл был играющим тренером.
В июле 1999 года был назначен тренером резервной команды «Шеффилд Уэнсдей» и проработал там год до лета 2000 года. Затем два сезона выступал за любительский клуб «Уорксоп Таун», а в 2002 году провёл несколько матчей за «Глэпвелл».
Иногда выступает за местные команды в одной из любительских лиг Шеффилда.

### Сборная Англии

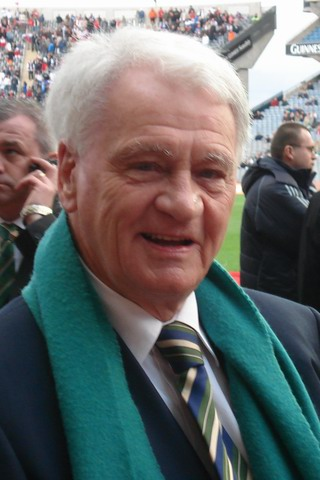
Почти вся карьера Уоддла в сборной прошла при Бобби Робсоне

В национальной сборной Уоддл дебютировал 26 марта 1985 года в домашнем товарищеском матче на «Уэмбли» со сборной Ирландии (2:0). Полузащитник «Ньюкасла» вышел в стартовом составе и провёл на поле все 90 минут. Этот матч стал дебютным в сборной под руководством Бобби Робсона и для голкипера Гари Бейли и форварда Питера Дэвенпорта. Для Бэйли это был один из двух матчей за сборную в его карьере, а для Дэвенпорта остался единственным. Мячи, забитые в том матче Тревором Стивеном и Гари Линекером, стали для них первыми в национальной сборной.
Уоддл сразу же стал основным футболистом сборной Англии — в 1985 году сыграл во всех оставшихся 10 матчах сборной. Свой первый мяч за сборную забил 16 октября 1985 года на «Уэмбли» в ворота сборной Турции в рамках отборочного турнира чемпионата мира 1986 года (5:0). Всего в том отборочном цикле Уоддл сыграл в пяти матчах сборной.
26 марта 1986 года в Тбилиси Уоддл принёс англичанам победу в гостевом товарищеском матче с командой СССР под руководством Эдуарда Малофеева (1:0). Это был единственный гол Уоддла за сборную, забитый за пределами Великобритании.

#### Чемпионат мира 1986
Бобби Робсон включил Уоддла с состав сборной на чемпионате мира 1986 года в Мексике. В первом матче с командой Португалии (0:1) Уоддл вышел в стартовом составе и провёл на поле 80 минут, после чего был заменён на Питера Бирдсли. Во втором матче с марокканцами (0:0) Уоддл сыграл все 90 минут. В третьем матче группового этапа со сборной Польши (3:0) Уоддл вышел на замену на 76-й минуте вместо Питера Бирдсли. В 1/8 финала с парагвайцами (3:0) Уоддл остался в запасе (3:0). В знаменитом четвертьфинале с командой Аргентины Уоддл наблюдал за двумя голами Диего Марадоны (на 50-й и 54-й минутах) со скамейки запасных. Как вспоминал Уоддл, «мы с Джоном Барнсом сидели на скамейке раскрыв рты, когда Марадона, подхватив мяч на своей половине поля, прошел половину нашей команды и забил гол. Его гол я не забуду никогда. Рэй Уилкинс тогда сказал: „Вы больше никогда не увидите такой красоты“. Одновременно хотелось аплодировать и плакать». Уоддл появился на поле на 63-й минуте вместо Питера Рида, но за оставшееся время британцы сумели лишь сократить разрыв в счёте усилиями Гари Линекера на 80-й минуте.
После чемпионата мира 1986 года Уоддл продолжал оставаться основным игроком сборной. В октябре 1986 года и в апреле 1987 года он дважды отличился в домашнем и гостевом матче с Северной Ирландией в рамках отборочного турнира чемпионата Европы 1988 года (в Лондоне англичане выиграли 3:0, а в Белфасте обыграли хозяев 2:0). Всего в отборочном цикле Уоддл выходил на поле в 4 из 6 матчей Англии.

#### Чемпионат Европы 1988

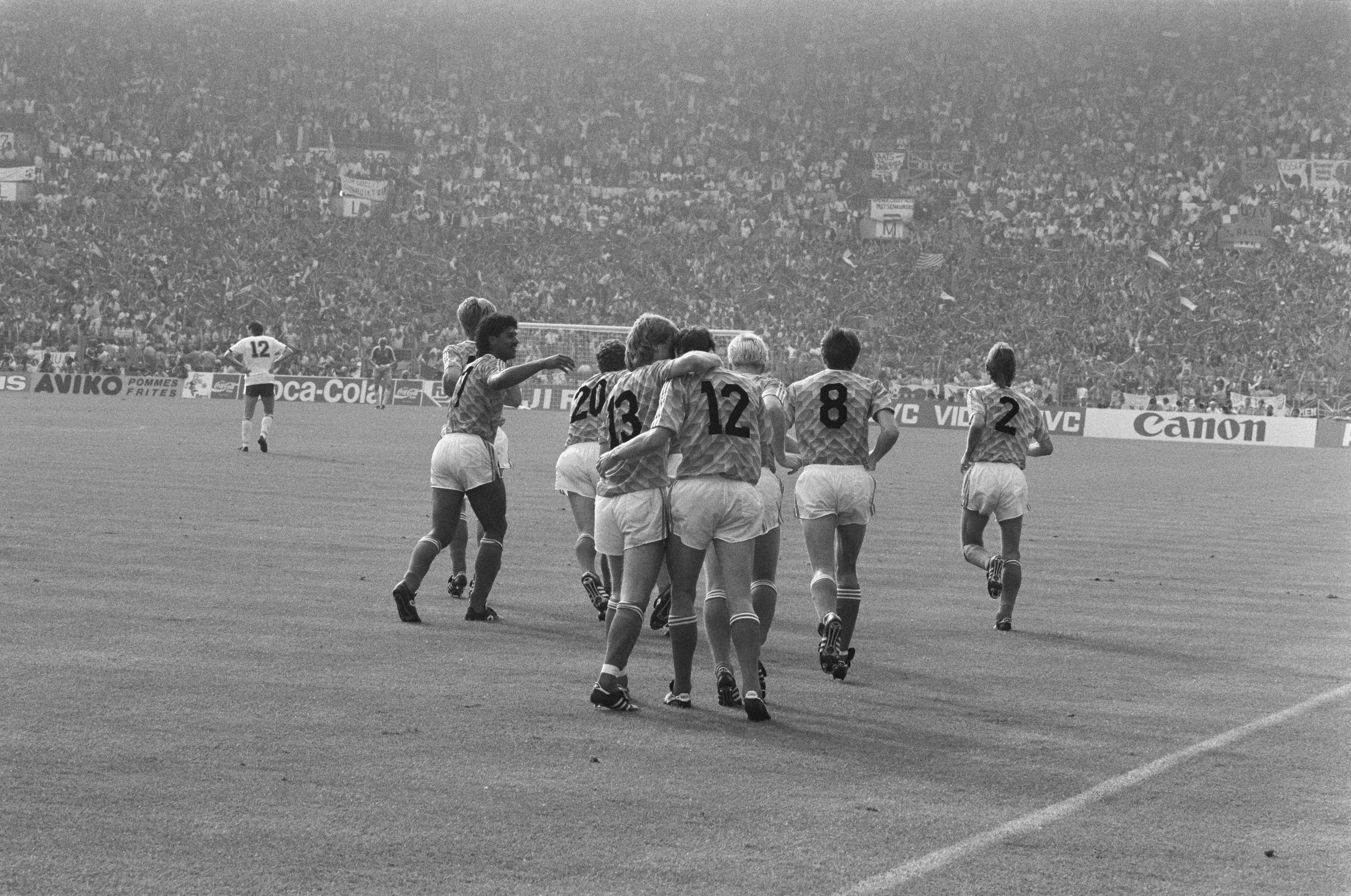
Крис Уоддл (№ 12 в белой футболке) в матче против сборной Нидерландов на Евро-1988

Бобби Робсон включил Уоддла в заявку на чемпионат Европы 1988 года в ФРГ под 12-м номером. Англия считалась одним из фаворитов чемпионата, очень уверенно пройдя отборочный цикл (5 побед и 1 ничья в 6 матчах при разнице мячей 19-1). В первом матче англичан на чемпионате полузащитник «Тоттенхэма» провёл на поле все 90 минут в игре с командой Ирландии, но англичане уступили 0:1. Во второй игре в группе против Нидерландов Уоддл остался на скамейке запасных и появился на поле на 69-й минуте вместо Тревора Стивена при счёте 1:1, но на 71-й и 75-й минутах ван Бастен забил ещё дважды, принеся победу Нидерландам. После двух туров англичане лишились всех шансов на выход из группы, и в последнем матче уступили сборной СССР 1:3. Уоддл на поле в том матче не появлялся.
В отборочном турнире чемпионата мира 1990 года Уоддл провёл все 6 матчей и забил 1 мяч в домашнем матче с командой Албании (5:0).
27 мая 1989 года на Кубке Роуза, проходившем в Шотландии, Уоддл головой в падении забил гол в ворота хозяев поля, который стал победным (2:0). Благодаря этой победе англичане стали победителями последнего в истории Кубка Роуза, проводившегося в 1985—1989 годах. Этот мяч стал 6-м и последним голом Криса Уоддла за сборную Англии.

#### Чемпионат мира 1990
На чемпионате мира 1990 года в Италии Уоддл, в то время выступавший уже за марсельский «Олимпик», был заявлен под 8-м номером. Как и на Евро-1988 первый матч в группе англичане проводили со сборной Ирландии (1:1). Уоддл отыграл все 90 минут. Второй матч в группе F сборная Англии играла в Кальяри с командой Нидерландов (0:0). Уоддл на 58-й минуте был заменен на Стива Булла. В заключительном матче группового этапа со сборной Египта (1:0) Уоддл под самый занавес был заменён на Дэвида Платта.
В 1/8 финала в Болонье англичане встретились со сборной Бельгии. на 119-й минуте Дэвид Платт, вышедший на поле в середине второго тайма, после подачи Пола Гаскойна забил с разворота свой первый мяч за сборную, ставший для англичан победным. Уоддл отыграл все 120 минут. В четвертьфинале в Неаполе британцы играли с главной сенсацией чемпионата мира-1990 — сборной Камеруна, англичане победили в дополнительное время. Уоддл, провёл на поле все 120 минут.
В полуфинале в Турине англичане встретились со сборной ФРГ. В первом дополнительном тайме при счёте 1:1 мяч после удара Уоддла, отыгравшего полный матч, попал в штангу и отскочил в поле. В послематчевой серии пенальти удар Уоддла пришёлся выше перекладины, у англичан также промахнулся Стюарт Пирс, в итоге британцы проиграли. В игре за 3-е место англичане против Италии Уоддл появился на поле на 73-й минуте.

#### Завершение карьеры в сборной
После чемпионата мира сборную возглавил Грэм Тэйлор. Осенью 1990 года Уоддл дважды сыграл за сборную на «Уэмбли» — в товарищеском матче с Венгрией он появился на поле на 74-й минуте (победа Англии 1-0), а в отборочном матче чемпионата Европы 1992 года с поляками вышел на замену на 57-й минуте (победа 2-0). Это была 61-я игра Уоддла за сборную. Свой 62-й и последний матч за национальную команду Уоддл сыграл спустя год, 16 октября 1991 года. На «Уэмбли» в рамках отбора к Евро-1992 англичане встречались с командой Турции (1:0); Уоддл провёл на поле все 90 минут.
В 62 матчах с участием Уоддла англичане одержали 29 побед, 22 раза сыграли вничью и 11 раз проиграли. 59 раз из 62 командой руководил Бобби Робсон и трижды Грэм Тэйлор. 48 раз Уоддл выходил в стартовом составе и 14 раз на замену. Самого Уоддла меняли 20 раз. Чаще всего партнёрами Уоддла по команде были Гари Линекер (52 раза) и Питер Шилтон (50).
Карьера Уоддла в сборной продолжалась 6 лет и 202 дня.

#### Все голы Уоддла за сборную (6)
| № | Дата            | Стадион, город, страна                     | Соперник          | Минута | Счёт | Итог | Соревнование                           |
| 1 | 16 октября 1985 | «Уэмбли», Лондон, Англия                   | Турция            | 15     | 1:0  | 5:0  | Отборочный матч чемпионата мира 1986   |
| 2 | 26 марта 1986   | «Динамо», Тбилиси, СССР                    | СССР              | 67     | 1:0  | 1:0  | Товарищеский матч                      |
| 3 | 15 октября 1986 | «Уэмбли», Лондон, Англия                   | Северная Ирландия | 78     | 2:0  | 3:0  | Отборочный матч чемпионата Европы 1988 |
| 4 | 1 апреля 1987   | «Уиндзор Парк», Белфаст, Северная Ирландия | Северная Ирландия | 42     | 2:0  | 2:0  | Отборочный матч чемпионата Европы 1988 |
| 5 | 26 апреля 1989  | «Уэмбли», Лондон, Англия                   | Албания           | 72     | 4:0  | 5:0  | Отборочный матч чемпионата мира 1990   |
| 6 | 27 мая 1989     | «Хэмпден Парк», Глазго, Шотландия          | Шотландия         | 20     | 1:0  | 2:0  | Кубок Роуза                            |

В 6 матчах, когда Уоддл забивал, англичане одержали 6 побед с общим счётом 18-0. 2 из 6 мячей Уоддла были победными.

## Достижения

### Клубы
«Тоттенхэм Хотспур»
- Финалист Кубка Англии 1986/87

«Олимпик Марсель»
- Трёхкратный чемпион Франции — 1989/90, 1990/91 и 1991/92
- Финалист Кубка европейских чемпионов 1990/91

«Шеффилд Уэнсдей»
- Финалист Кубка Англии 1992/93
- Финалист Кубка английской лиги 1992/93

Сборная Англии
- 4-е место на чемпионате мира 1990 года

### Личные
- «Серебряный мяч» второго футболиста Европы по версии французского журнала Onze Mondial: 1991
- Футболист года по версии Ассоциации футбольных журналистов: 1992/93 (единственный в истории игрок «Шеффилд Уэнсдей», получивший эту награду).
- Игрок месяца английской Премьер-лиги: январь 1995

## Личная жизнь
Старший двоюродный брат Криса Алан Уоддл (род. 1954) также был футболистом и выступал за клубы «Ливерпуль», «Лестер Сити», «Суонси» и др.
Дочь Брук и сын Джек.
В 1987 году Крис Уоддл и Гленн Ходдл, выступавшие тогда за «Тоттенхэм», записали песню Diamond Lights, которая в апреле поднялась до 12-го места в британском хит-параде синглов. По опросу же компании «Марс» эта песня вошла в пятёрку худших песен всех времён.
В 2005 году Уоддл был арестован за драку в одном из пабов Шеффилда, когда он избил 20-летнего местного жителя.